# Pheidole bicarinata
Pheidole bicarinata är en myrart som beskrevs av Mayr 1870. Pheidole bicarinata ingår i släktet Pheidole och familjen myror.

## Underarter
Arten delas in i följande underarter:
- P. b. bicarinata
- P. b. vinelandica

## Bildgalleri

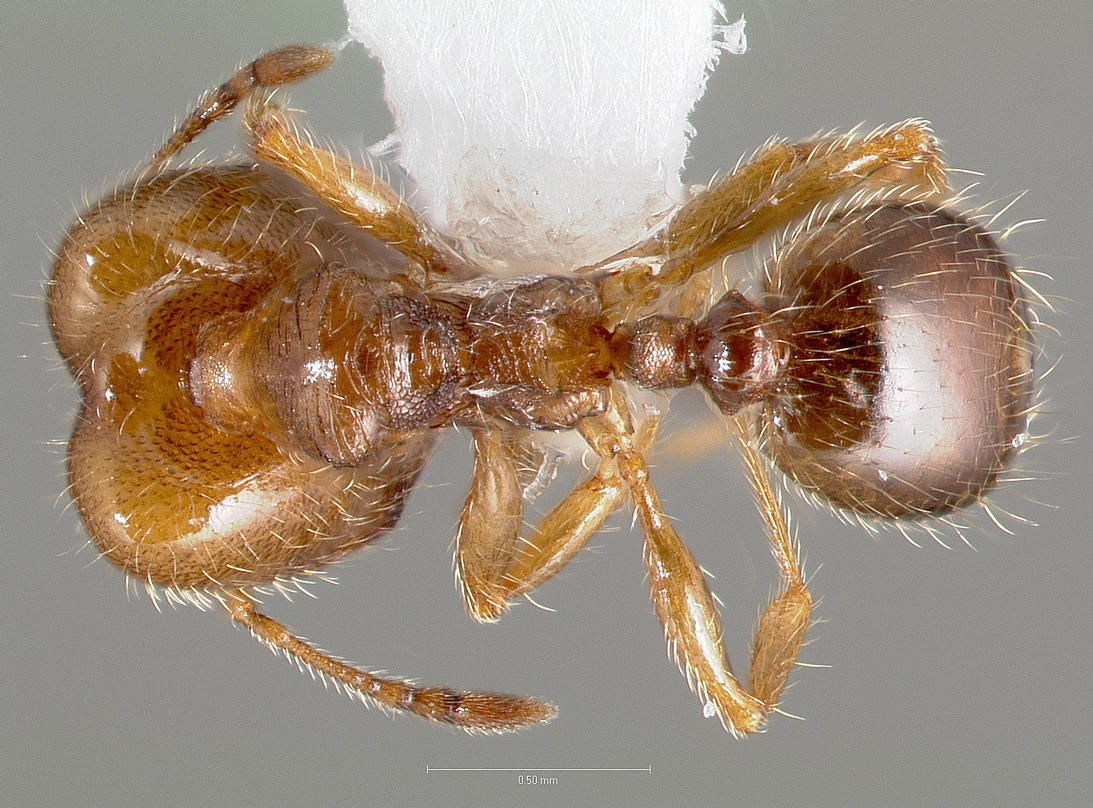
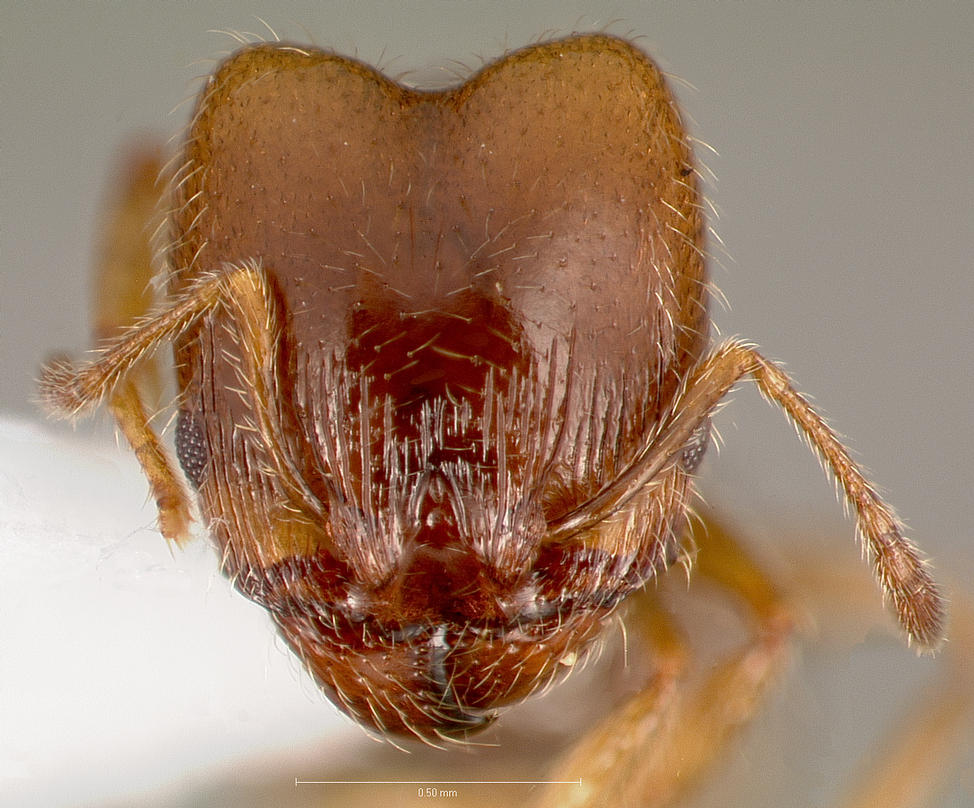
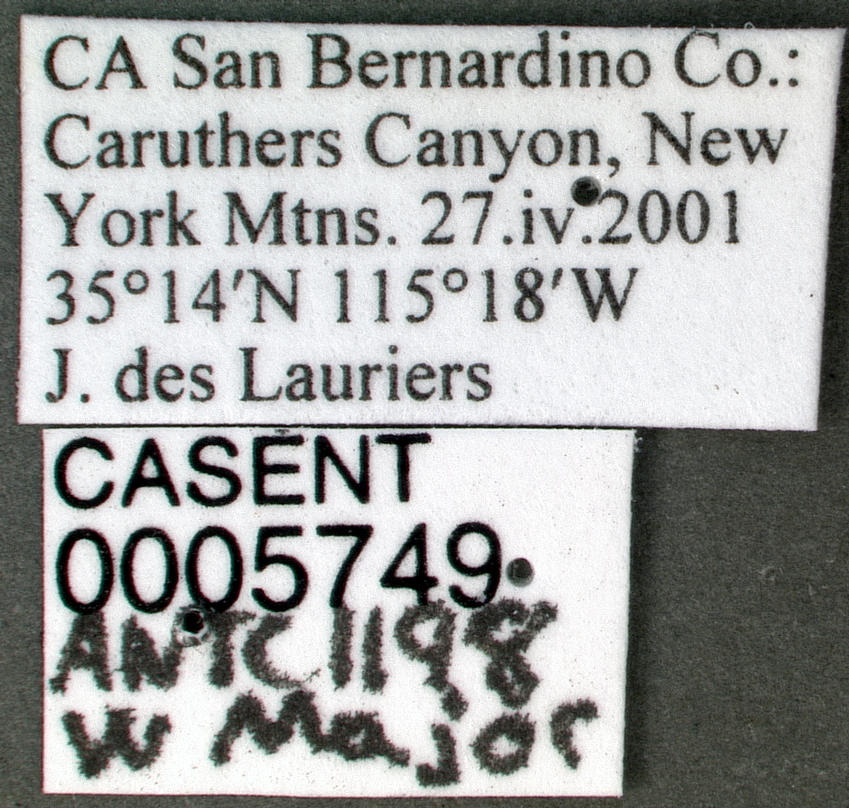
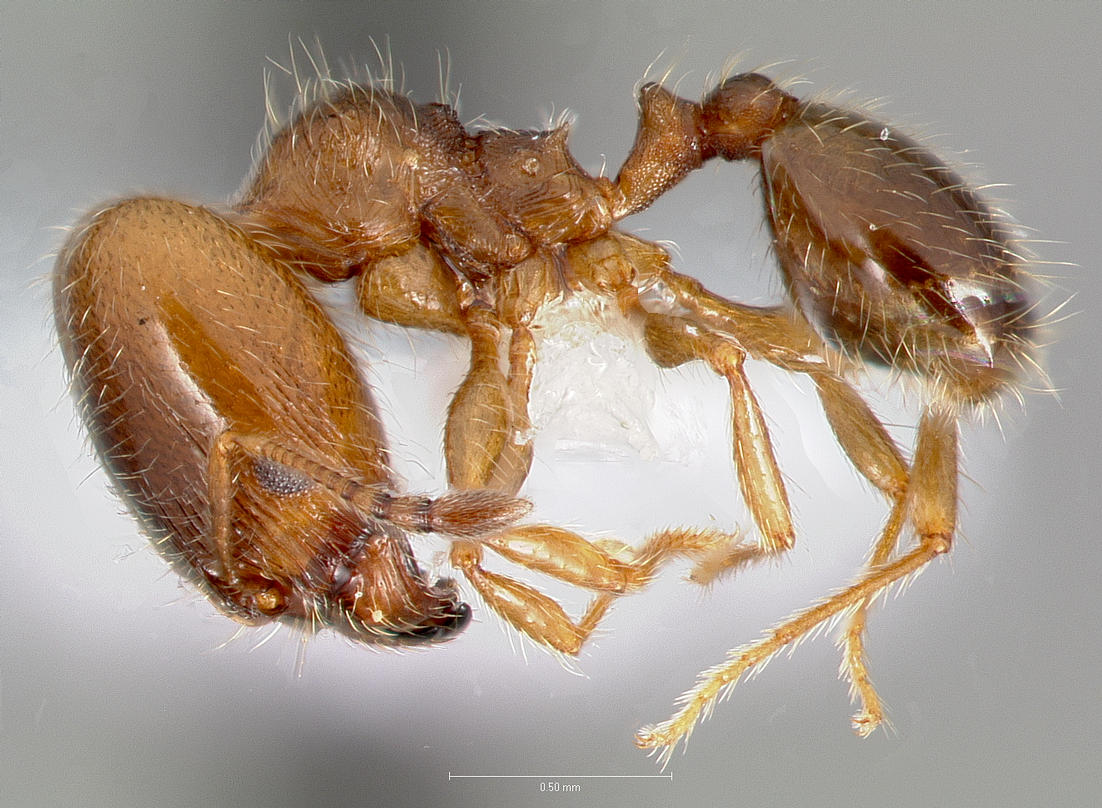
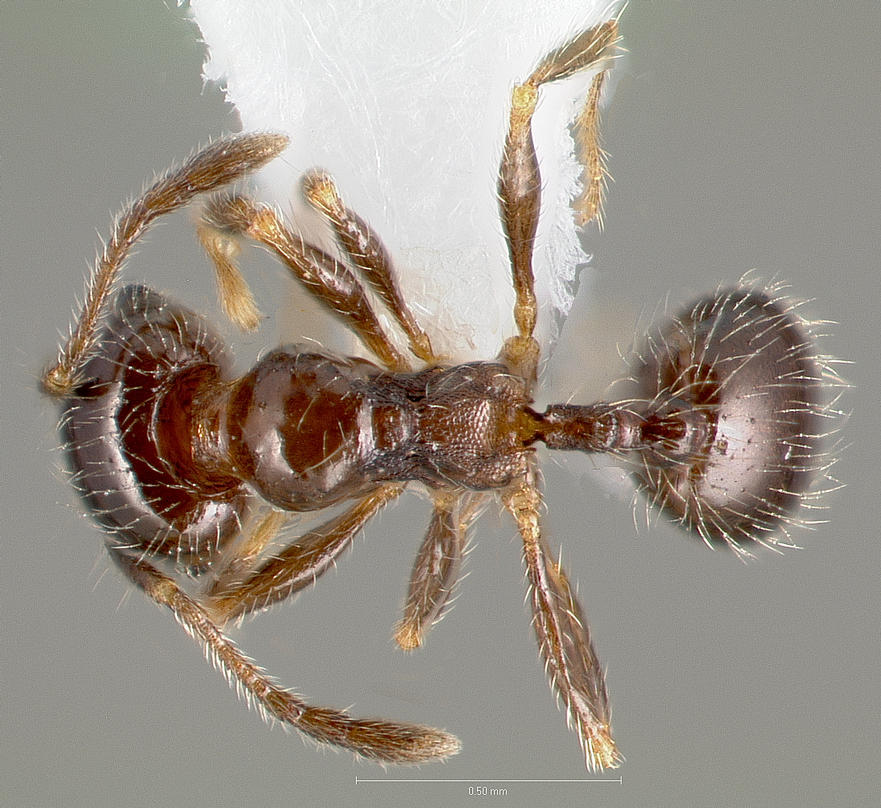
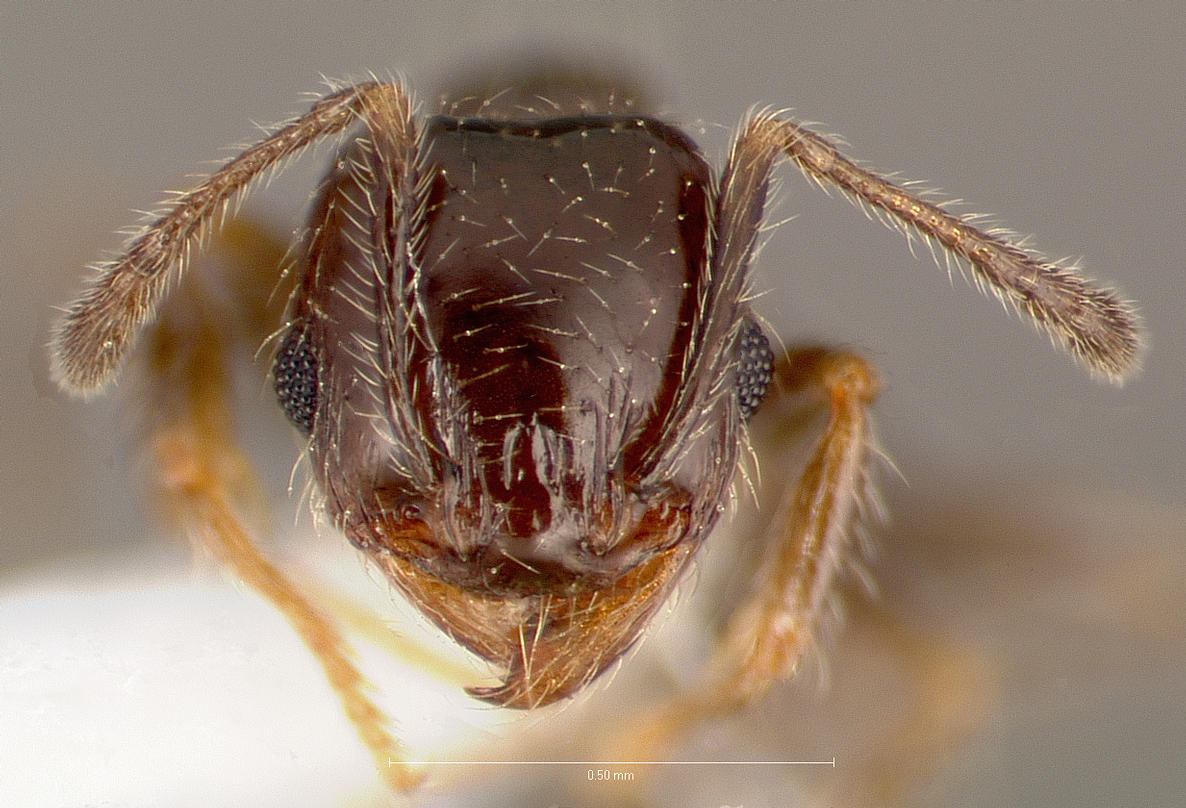